# Морален релативизъм
Моралният релативизъм е етическо схващане, което представя ясна морална оценка по отношение на конкретна гледна точка, например, културен или исторически период, и няма друга която да е привилегирована пред останалите. Често се свързва с други претенции за морал: прави впечатление, че тезата, че различните култури често показват коренно различни отричането, че има универсални морални ценности, споделяни от всяко човешко общество, и настояване, че трябва да се въздържат от въвеждане на морални оценки, вярвания и практики, характерни за култури, различни от нашата.

## История
Моралният релативизъм обхваща представи и възгледи, поддържани в различни култури в продължение на хиляди години. Например древният джайнистки принцип на Махавира, според който истина и реалност се възприемат различно от различните гледни точки и нито една гледна точка не прадставлява абсолютна истина; или гръцкият философ Протагор с известната си фраза, че „човекът е мярка за всички неща“. Гръцкият историк Херодот отбелязва, че всяко общество счита своите собствени възгледи, вяра и бит за по-добри от останалите. Много други древни философи също поставят под въпрос идеята за обективността на морала.
В ранното съвремие Барух Спиноза твърди, че нищо не е добро или лошо по рождение.

### Древните гърци
По мнението на повечето хора в цялата история, моралните въпроси имат обективно верните отговори. Има очевидни морални истини, също както има очевидни факти за света. Малодушието е лошо качество. Човек не трябва да прави секс с майка си. Героите заслужават уважение. Такива отчети ще бъдат разглеждани като очевидно и обективно верни.
Това предположение е оспорвано първо през пети век в Гърция. Идеята беше, че моралните вярвания и практики са свързани с митниците и конвенции, и те са различни в отделните общества.
Херодотовия анектод е изолиран момент на размисъл за културното многообразие и конвенционалната основа за морал. На софисти – специално Протагор, Горгий, и някои от техните последователи -, също са свързани с релативистичното мислене. Като пътуващи интелектуалци и учители, софистите са космополитни, впечатлени и подканени да обмислят разнообразието в религиите, политическите системи, закони, нрави, вкусове и които те срещат в различни общества. Протагор, който твърди, че „човекът е мярка за всички неща“, изглежда е приел на сериозно идеята, че релативизма удължава истината от всякакъв вид, но това не е честа гледка. По-популярен и влиятелен беше контрастът, между номос (закон, обичай) и физиз (природа, естествения ред). В Plato'sGorgias, например, Каликлес, ученик на Горгий, твърди, че човешките закони и традиционните представи за справедливост са в противоречие с това, което е право по природа (което е, че силният трябва да доминира над слабия).